# C/2008 Y9
C/2008 Y9 – kometa jednopojawieniowa odkryta na zdjęciach SOHO przez Michała Kusiaka. Została odkryta 21 grudnia 2008 roku. Należy do grupy komet Kreutza.